# Qui va à la chasse...
Pour plus de détails, voir Fiche technique et Distribution.
Qui va à la chasse... est un téléfilm français réalisé par Olivier Laubacher, diffusé le 17 février 2008 sur France 3.

## Synopsis
Daniel Valmer est victime d'un accident de chasse. Dentiste de son état, doté d'une profonde estime de lui-même, il demeure dans l'incapacité de s'occuper de son cabinet, et il est obligé de prendre un remplaçant. Le moral de Valmer déjà mis à mal par son arrêt de travail, le Dr Christian Cathelineau arrive, déniché par un ami de la famille. Sans aucun attrait, sans confiance en lui et mal dans sa peau, Cathelineau s'avère cependant rapidement très compétent, trop peut-être même tandis que Valmer souffre de son inactivité et sombre dans une mauvaise humeur qu'il fait ressentir à ses proches...

## Fiche technique
- Réalisateur : Olivier Laubacher
- Scénario : Olivier Laubacher
- Photographie : Gérard de Battista
- Musique : Pierre Bertrand
- Photographie : Jérôme Portheault
- Musique : Christophe Boutin

- Date de diffusion : 17 février 2008 sur France 3
- Durée : 85 minutes.

## Distribution
- Bernard Le Coq : Daniel Valmer
- Françoise Lépine : Wanda Valmer
- Christian Hecq : Christian Cathelineau
- Michèle Bernier : Micheline
- Christian Sinniger : Marc
- Corinne Meinier : Lydie
- Clair Jaz : Josiane
- Camille Agobian : Anna
- Bertrand Vivier : Miguel
- Patrice Zonta : M. Pelletier
- Anik Danis : Mme Pelletier
- Pascal Légitimus : le chirurgien remplaçant